# 上杉教朝
上杉 教朝（うえすぎ のりとも）は、室町時代中期の武将。関東執事（堀越公方）。

## 略歴
応永15年（1408年）、上杉氏憲（禅秀）の子として誕生。生まれてまもなく、常陸国国人・大掾満幹の養子となっていたが、応永23年（1416年）に父・禅秀が反乱を起こし一族の多くと共に敗死・自刃すると（上杉禅秀の乱）、憲秋・持房らの兄と共に京都に逃亡して僧になった。
後に還俗し6代将軍・足利義教より偏諱を受けて教朝と名乗り、永享10年（1438年）の永享の乱、同12年（1440年）の結城合戦において兄と共に軍を率い幕府方として活躍した。その後、享徳の乱を起こして追放された足利成氏に代わって鎌倉公方として派遣された足利政知に渋川義鏡らと共に付き従い鎌倉入りを目指したが、政情不安のため果たせず政知は堀越に留まり堀越公方となり、教朝は関東執事となった。
寛正2年（1461年）、死去。死因は病死とも渋川義鏡の策謀による自害ともいわれる。関東執事は子・政憲が継承し、越後国守護・上杉朝方の子であり養子の朝定は山本寺上杉家の祖となった。